# Achryson chacoense
Achryson chacoense é uma espécie de coleóptero da tribo Achrysonini (Cerambycinae); com distribuição restrita à Argentina.

## Distribuição
A espécie se distribui pelas províncias de Catamarca, Chaco, Córdoba, Jujuy, Santa Fé, Salta e Tucumán.